# Tineinae
Tineinae es una subfamilia de lepidópteros glosados del clado Ditrysia perteneciente a la familia Tineidae.

## Géneros
- Acridotarsa
- Anomalotinea
- Asymphyla
- Ceratobia
- Ceratophaga
- Ceratosticha
- Ceratuncus
- Craniosara
- Crypsithyris
- Crypsithyrodes
- Eccritothrix
- Elatobia
- Enargocrasis
- Eremicola
- Falsivalva
- Graphicoptila
- Hippiochaetes
- Kangerosithyris
- Lipomerinx
- Metatinea
- Miramonopis
- Monopis
- Nearolyma
- Niditinea
- Ocnophilella
- Phereoeca
- Praeacedes
- Pringleophaga
- Proterodesma
- Proterospastis
- Reisserita
- Stemagoris
- Tetrapalpus
- Thomintarra
- Tinea
- Tinemelitta
- Tineola
- Tineovertex
- Trichophaga
- Tryptodema
- Wyoma
- Xerantica